# Himmlisch Heer Fundgrube Dorothea

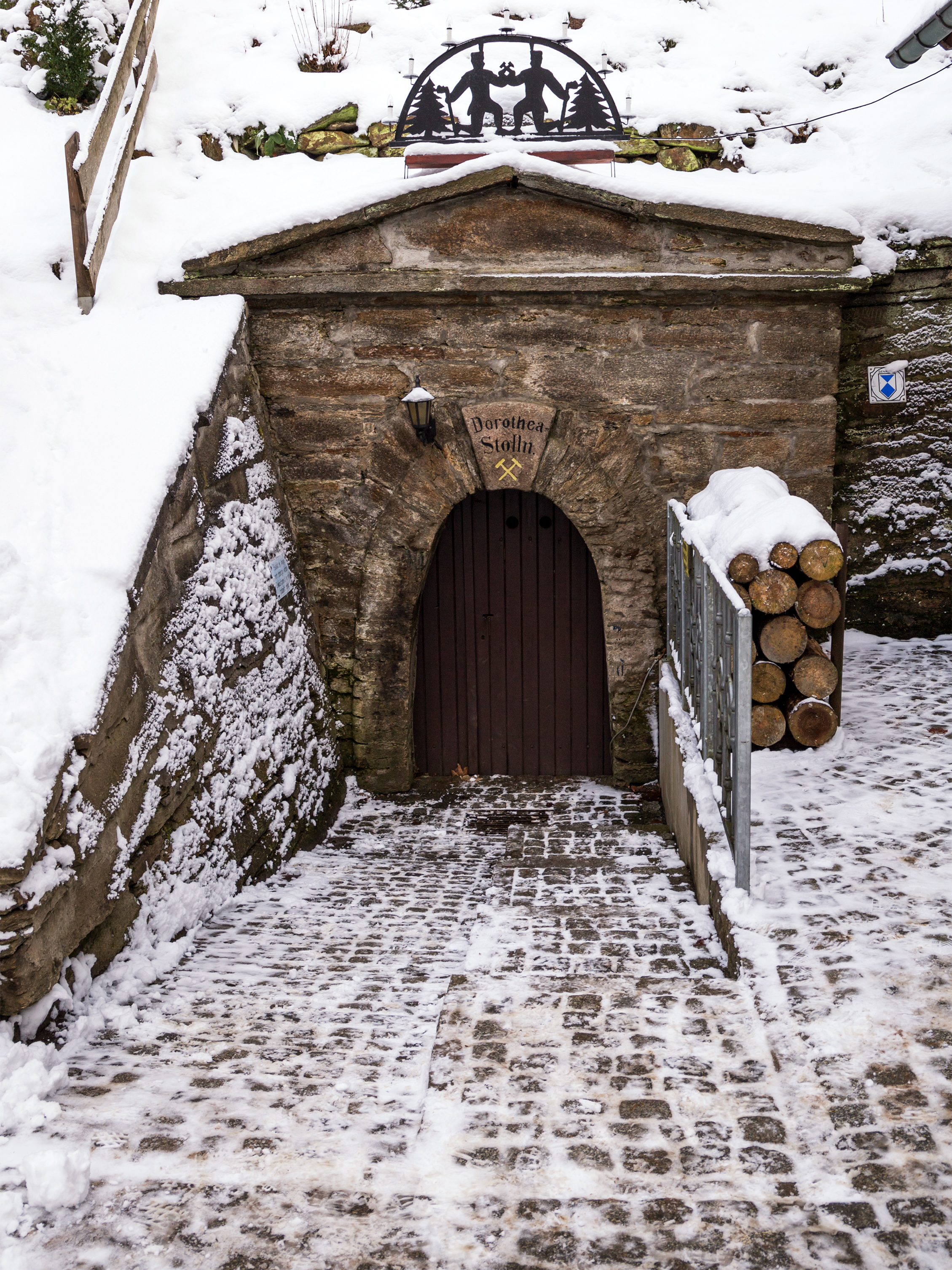
Das Mundloch des Dorothea-Stollns

Die Himmlisch Heer Fundgrube Dorothea, auch Dorothea-Stolln genannt, ist ein ehemaliges Bergwerk in Cunersdorf bei Annaberg-Buchholz im Erzgebirge. Es ist heute ein Besucherbergwerk und hat eine Streckenlänge von ca. 53 km bei einer konstanten Temperatur von 8 °C.

## Geschichte

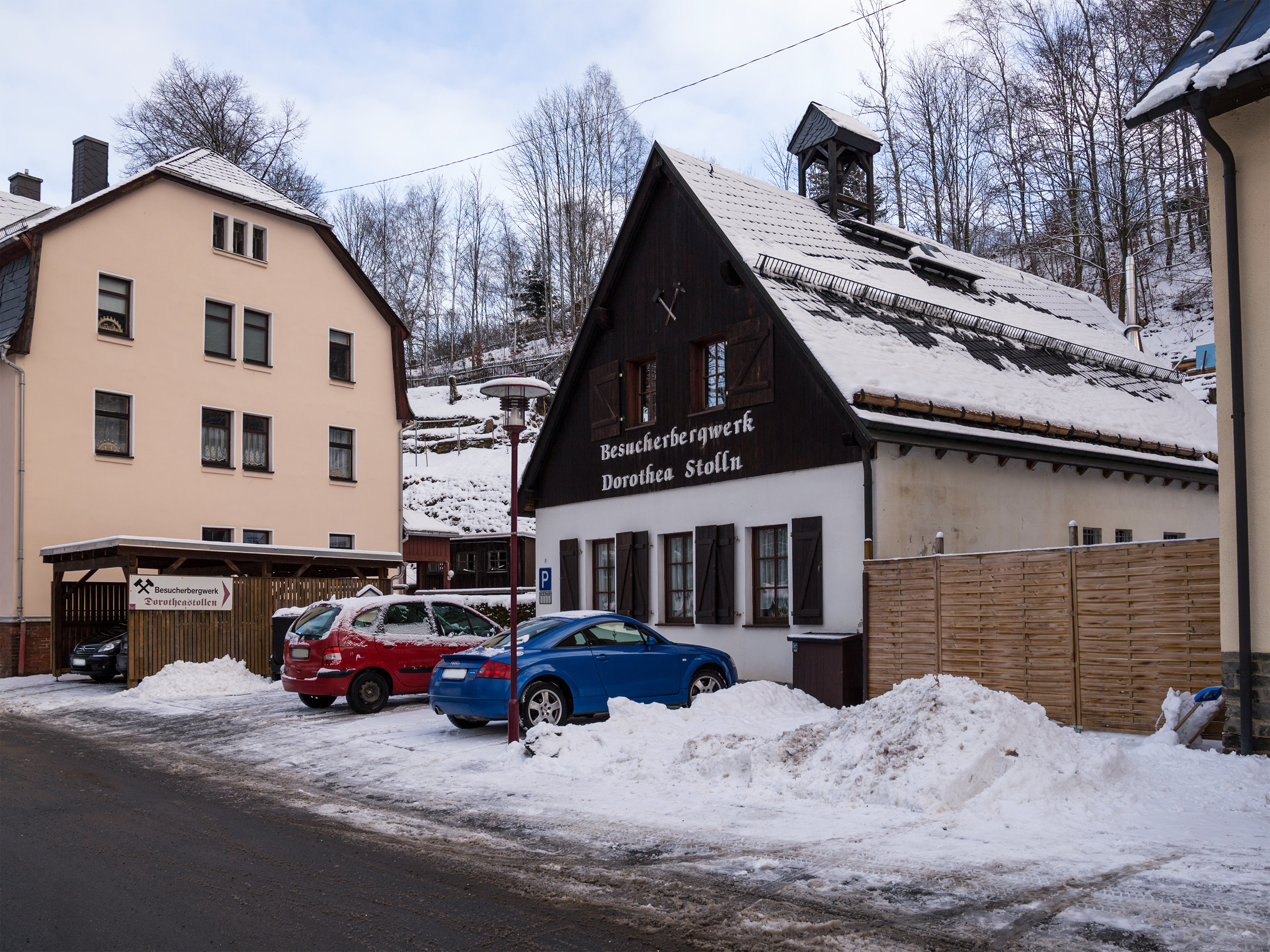
Außenansicht des Huthauses

Im 16. Jahrhundert wurde mit dem Bergbau in Cunersdorf begonnen. Durch die hohen Erträge erlangte die Grube schnell Bekanntheit. Ab 1536 wurde innerhalb von 2 1/4 Jahren ein Ertrag von 2409 Guldengroschen je Kux erwirtschaftet. Das lag vor allem an einer sehr reichen Silbererzader mit Silbergehalten von bis zu 40 %. Allerdings fielen die Erträge in den nachfolgenden Jahren wieder. Bei der Teufe eines Richtschachts wurde in mehr als 125 m Tiefe die Jahreszahl 1551 entdeckt. Das heutige Mundloch des Dorothea-Stollns wurde 1853 angelegt. Abgebaut wurden zuerst nur Silbererze, danach kamen auch Nickel-, Kupfer, Uran- und Kobalterze hinzu. Nach dem Zweiten Weltkrieg begann 1946/47 die SAG Wismut mit der Suche nach Uran in Annaberg-Buchholz, auch in der Himmlisch Heer Fundgrube Dorothea. Der Uranabbau währte nur kurz und wurde 1958 beendet.

## Besucherbergwerk

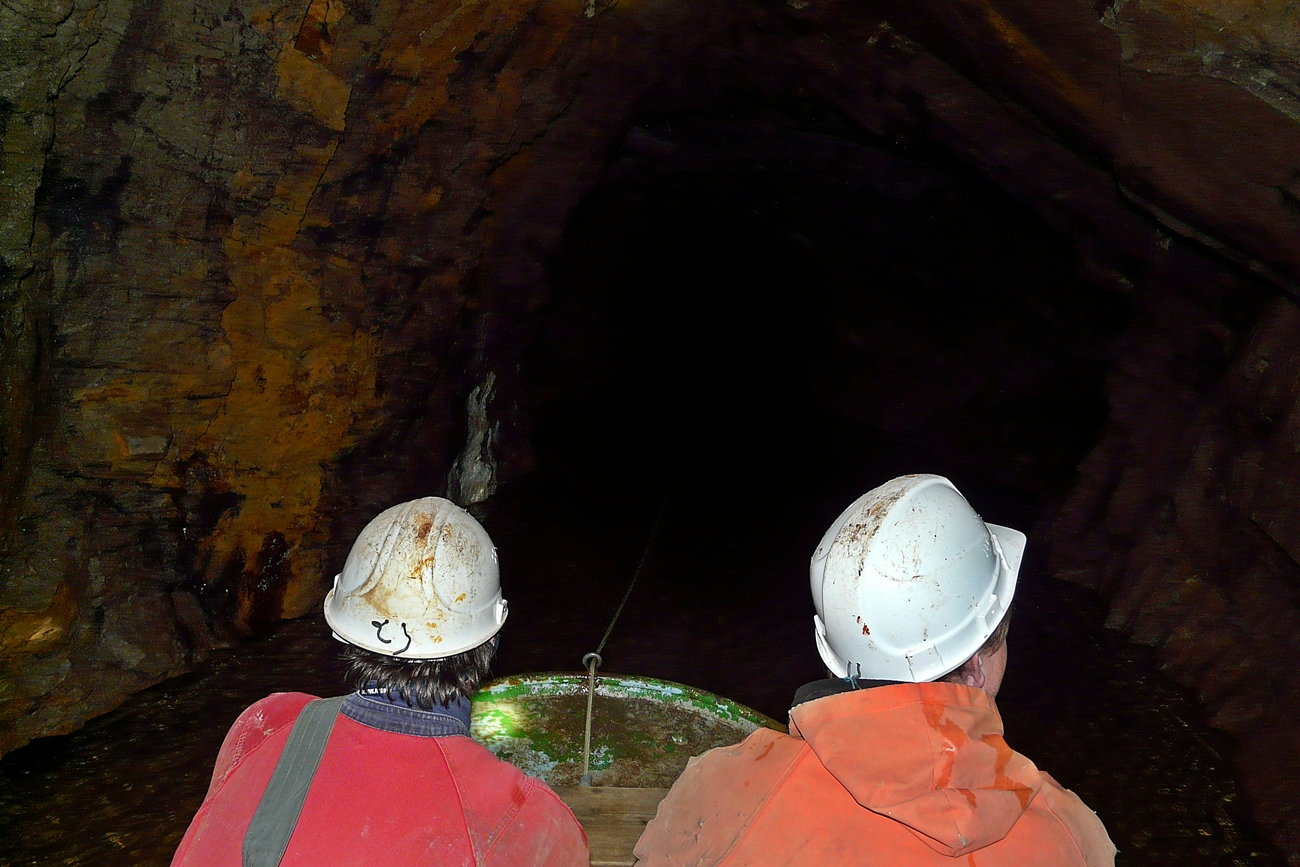
Bootsfahrt im Dorothea-Stolln

Seit 1994 kann der Dorothea-Stolln besichtigt werden. Das Besucherbergwerk wird vom Verein IG Altbergbau Dorotheastollen Cunersdorf e.V. betrieben. Eine Besonderheit ist die Führung mit Bootsfahrt, bei der die Besucher eine 250 m lange Strecke im Bergwerk mit einem Boot zurücklegen können.